# José Augusto Corrêa
José Augusto Corrêa (São Luís, 03 de agosto de 1854 - São Luís, 16 de fevereiro de 1919) foi um poeta, filólogo, professor e inspetor da alfândega maranhense.

## Biografia
Filho de D. Ignez Pessoa Corrêa, José Augusto Corrêa sempre tivera uma vida profissional muito ocupada. Foi colunista de alguns jornais maranhenses como a Pacotilha e Revista Maranhense. 
Foi professor do Liceu Maranhense. 
Foi fundador da cadeira nº 17 da Academia Maranhense de Letras. A Academia foi fundada em 1908 por doze intelectuais, mas tendo vinte vagas, que somente em 1917 foram completadas.
Faleceu em São Luís em 16 de fevereiro de 1919.

## Obras
- Estudinhos da Língua Portuguesa (1883)
- Resumo de Álgebra (1886)